# Trictrac.net
 (octobre 2012).
Pour les articles homonymes, voir Trictrac (homonymie).
Tric Trac est un site Web francophone traitant de l’actualité des jeux de société créé en 2000. Son nom fait référence au trictrac. Le sous-titre du site était initialement Le magazine Internet des jeux de société. Il a été modifié en 2010 pour devenir La différence de le jeu. Le site n'affiche plus aujourd'hui de sous-titre sur sa page d'accueil.

## Présentation
Tric Trac est un site d’actualité sur les jeux de société élu plusieurs fois parmi les meilleurs sites ludiques du web francophone,,,,. A l'origine c'est "M.Phal"
De juin 2009 à mars 2018, le site appartenait à la société Flat Prod sarl, constituée entre Philippe Maurin (51 %) et la société Plume Finance (49 %). La société Plume Finance appartient en totalité à Marc Nunès,.
En mars 2018, le site a été racheté par Plan B Games, un éditeur de jeux appartenant à Sophie Gravel[source insuffisante].
En juillet 2019, Plan B revend Tric Trac à Asmodee Group[source insuffisante]. Monsieur Thomas Koegler est depuis Président de Flat Prod SAS.
En 2022, l’éditeur de jeux Asmodee met un terme à son soutien financier, en raison de la dégradation des comptes du média, notamment pendant la pandémie de covid.
En 2023 le site est cédé par Asmodée à ses utilisateurs constitués en association : le Centre Numérique de Ressources Ludiques (CNRL) qui prend en charge la gestion du site. Un partenariat est établi avec l'université d'Angers pour l'hébergement des serveurs du site à titre gracieux.

## Contenu du site
Cette section ne s'appuie pas, ou pas assez, sur des sources secondaires ou tertiaires indépendantes du sujet.

Pour l'améliorer, ajoutez-en, ou placez des modèles {{Source secondaire souhaitée}} ou {{Source secondaire nécessaire}} sur les passages mal sourcés. (novembre 2024)
Le site traite toutes les informations ayant un lien avec le monde du jeu de société : sorties des nouveautés, reportages sur les différents salons du jeu de société, etc.
Le site dispose également d’une base de données sur les jeux de société.

## Les Tric Trac d’or
Cette section ne s'appuie pas, ou pas assez, sur des sources secondaires ou tertiaires indépendantes du sujet.

Pour l'améliorer, ajoutez-en, ou placez des modèles {{Source secondaire souhaitée}} ou {{Source secondaire nécessaire}} sur les passages mal sourcés. (novembre 2024)
Chaque année, le site décerne à trois jeux récemment édités une récompense. Un jury d’une quinzaine de personnes élit, parmi les jeux les plus appréciés par les internautes, le jeu le plus marquant de l’année.
| Année | Tric Trac d’Or          | Tric Trac d’Argent            | Tric Trac de Bronze              |
| 2001  | Medina                  | Bali                          | La Fureur des dieux              |
| 2002  | Dschunke                | Mexica                        | Marchands d’Empire               |
| 2003  | Edel, Stein & Reich     | La Crique des pirates         | Gang of Four                     |
| 2004  | Sankt Petersburg        | FMégawatts                    | Santiago                         |
| 2005  | Caylus                  | Time's Up!                    | Les Chevaliers de la Table ronde |
| 2006  | Yspahan                 | Leonardo da Vinci             | Antike                           |
| 2007  | Les Princes de Florence | Shogun                        | Les Piliers de la Terre          |
| 2008  | Agricola                | Pandémie                      | Race for the Galaxy              |
| 2009  | Small World             | Le Havre (en)                 | Dixit                            |
| 2010  | 7 Wonders               | Endeavor                      | Dungeon Lords                    |
| 2011  | Troyes                  | Olympos                       | Les Châteaux de Bourgogne        |
| 2012  | Myrmes                  | Trajan                        | Descendance                      |
| 2013  | Terra Mystica           | Tzolk’in – Le calendrier maya | Keyflower                        |
| 2014  | Five Tribes             | Lewis et Clark                | Splendor                         |
| 2015  | 7 Wonders Duel          | Mysterium                     | Colt Express                     |
| 2016  | Scythe                  | Codenames                     | Conan                            |
| 2017  | The 7th Continent       | Terraforming Mars             | Unlock! Escape Adventures        |
| 2018  | Clank !                 | Azul                          | Welcome to…                      |
| 2019  | It's a Wonderful World  | Wingspan                      | Res Arcana                       |
| 2020  | Nidavellir              | Maracaïbo                     | The Crew                         |
| 2021  | Dune: Imperium          | Les ruines de Narak           | Codex Naturalis                  |
| 2022  | Ark Nova                | Splendor Duel                 | Akropolis                        |